# Canada’s Drag Race
Canada’s Drag Race ist der 2020 erschienene kanadische Ableger der US-amerikanischen Reality-Show RuPaul’s Drag Race von und mit RuPaul, bei dem kanadische Dragqueens um den Sieg antreten. In der kanadischen Version übernimmt Moderation und Jury die Finalistin der elften Drag Race-Staffel Brooke Lynn Hytes mit weiteren kanadischen Persönlichkeiten.
Die erste Staffel der Show wurde vom 2. Juli bis zum 3. September 2020 in Kanada bei Crave und international auf dem WOW presents Plus-Streamingdienst der Produktionsfirma World of Wonder ausgestrahlt. Die erste Gewinnerin ist Priyanka, die zuvor ohne Drag unter dem Namen Mark Suki bereits als Moderatorin im Kinderfernsehen bekannt war. Am 7. Januar 2021 wurde die Verlängerung um eine zweite Staffel bekanntgegeben. Der Schauspieler Jeffrey Bowyer-Chapman und das Model Stacey McKenzie unterstützten Hytes in der ersten Staffel, kehren zur zweiten aber nicht zurück. Seit dem 16. November 2023 läuft aktuell die 4. Staffel.

## Format

### Jury und Gäste
| Jury                   | Staffel        | Staffel | Staffel | Staffel |
| Jury                   | 1              | 2       | 3       | 4       |
| ---------------------- | -------------- | ------- | ------- | ------- |
| Brooke Lynn Hytes      | Jury           | Jury    | Jury    | Jury    |
| Jeffrey Bowyer-Chapman | Jury           | –       | –       | –       |
| Stacey McKenzie        | Jury           | –       | –       | –       |
| Amanda Brugel          | Gast           | Jury    | –       | –       |
| Brad Goreski           | –              | Jury    | Jury    | Jury    |
| Traci Melchor          | Squirrelfriend | Jury    | Jury    | Jury    |

Drag Race-Schöpfer und Moderator der amerikanischen und britischen Versionen RuPaul erscheint nur als Gast, indem er die Videonachrichten zu Beginn jeder Episode an die Kandidatinnen spricht. Die Moderation an die Kandidatinnen im Workroom sowie die Bewertung als Jury übernahmen Stacey McKenzie, Jeffrey Bowyer-Chapman und Brooke Lynn Hytes, eine Finalistin der elften Staffel von RuPaul’s Drag Race, die damit als erste frühere Kandidatin einen Ableger des Franchises moderiert.
Anders als RuPaul hat keiner von ihnen einen Juryvorsitz und die letzte Entscheidung inne, sondern sie stimmen gleichwertig über die Entscheidung, welche Kandidatin gehen soll, ab. Die Gäste in der Jury übernehmen als „Guest Hosts“ Teile der Moderation während des Runways. Traci Melchor, eine Fernsehpersönlichkeit des Medienunternehmens Bell Media, erschien in mehreren Episoden als „Squirrelfriend“ 1 genannte Korrespondentin. Unter den Gästen waren auch im Halbfinale Michelle Visage, Jurorin des amerikanischen Drag Race, und in einer Mini-Challenge die gebürtig kanadische Crystal, Kandidatin der ersten Staffel von RuPaul’s Drag Race UK. Ansonsten waren die weiteren Gäste kanadische Prominente, etwa Schauspieler, Musiker und Comedians wie Elisha Cuthbert, Deborah Cox, Tom Green und Amanda Brugel. Zu einer Challenge erschien Michelle DuBarry, die 2015 als älteste noch auftretende Dragqueen ins Guinness-Buch der Rekorde aufgenommen wurde.
An der zweiten Staffel wird Bowyer-Chapman aufgrund anderer Verpflichtungen nicht teilnehmen. Auch McKenzie wird aufgrund Reisebeschränkungen wegen der COVID-19-Pandemie nicht zurückkehren können. Sie werden ersetzt durch Stylist Brad Goreski als festes Jurymitglied und Traci Melchor und Amanda Brugel als alternierende Jurorinnen.

### Teilnehmerinnen

#### Staffel 1 (2020)
| Teilnehmerin       | Alter | Heimatort                   | Platzierung |
| ------------------ | ----- | --------------------------- | ----------- |
| Priyanka           | 28    | Toronto, Ontario            | Gewinnerin  |
| Rita Baga          | 32    | Montreal, Québec            | 2./3. Platz |
| Scarlett BoBo      | 29    | Toronto, Ontario            | 2./3. Platz |
| Jimbo              | 36    | Victoria, British Columbia  | 4. Platz    |
| Lemon              | 23    | New York City, New York     | 5. Platz    |
| Ilona Verley       | 24    | Vancouver, British Columbia | 6. Platz    |
| BOA                | 24    | Windsor, Ontario            | 7. Platz    |
| Kiara              | 22    | Montreal, Quebec            | 8. Platz    |
| Tynomi Banks       | 38    | Toronto, Ontario            | 9. Platz    |
| Anastarzia Anaqway | 37    | East York, Ontario          | 10. Platz   |
| Kyne               | 21    | Kitchener-Waterloo, Ontario | 11. Platz   |
| Juice Boxx         | 30    | Essex, Ontario              | 12. Platz   |

#### Staffel 2 (2021)
| Teilnehmerin      | Alter | Heimatort                   | Platzierung |
| ----------------- | ----- | --------------------------- | ----------- |
| Icesis Couture    | 34    | Ottawa, Ontario             | Gewinnerin  |
| Kendall Gender    | 30    | Vancouver, British Columbia | 2./3. Platz |
| Pythia            | 26    | Montreal, Québec            | 2./3. Platz |
| Gia Metric        | 29    | Vancouver, British Columbia | 4. Platz    |
| Adriana           | 29    | Québec City, Québec         | 5. Platz    |
| Kimora Amour      | 34    | Toronto, Ontario            | 6. Platz    |
| Synthia Kiss      | 29    | Vancouver, British Columbia | 7. Platz    |
| Eve 6000          | 29    | Toronto, Ontario            | 8. Platz    |
| Suki Doll         | 27    | Montreal, Québec            | 9. Platz    |
| Stephanie Prince  | 24    | Calgary, Alberta            | 10. Platz   |
| Océane Aqua-Black | 35    | Québec City, Québec         | 11. Platz   |
| Beth              | 24    | Vancouver, British Columbia | 12. Platz   |

#### Staffel 3 (2022)
| Teilnehmerin       | Alter | Heimatort                  | Platzierung |
| ------------------ | ----- | -------------------------- | ----------- |
| Gisèle Lullaby     | 33    | Montreal, Québec           | Gewinnerin  |
| Jada Shada Hudson  | 37    | Toronto, Ontario           | 2. Platz    |
| Kimmy Couture      | 25    | Ottawa, Ontario            | 3./4. Platz |
| Miss Fiercalicious | 25    | Toronto, Ontario           | 3./4. Platz |
| Vivian Vanderpuss  | 29    | Victoria, British Columbia | 5. Platz    |
| Irma Gerd          | 32    | St. John’s, Neufundland    | 6. Platz    |
| Bombae             | 29    | Toronto, Ontario           | 7. Platz    |
| Lady Boomboom      | 25    | Montreal, Québec           | 8. Platz    |
| Kaos               | 27    | Calgary, Alberta           | 9. Platz    |
| Chelazon Leroux    | 22    | Saskatoon, Saskatchewan    | 10. Platz   |
| Miss Moço          | 35    | Toronto, Ontario           | 11. Platz   |
| Halal Bae          | 33    | Toronto, Ontario           | 12. Platz   |

#### Canada Versus the World (2022)
| Teilnehmerin         | frühere Show                  | Alter | Heimatort                   | Platzierung |
| -------------------- | ----------------------------- | ----- | --------------------------- | ----------- |
| Ra’Jah O’Hara        | RuPaul’s Drag Race            | 36    | Dallas, Vereinigte Staaten  | Gewinnerin  |
| Silky Nutmeg Ganache | RuPaul’s Drag Race            | 31    | Chicago, Vereinigte Staaten | 2. Platz    |
| Rita Baga            | Canada’s Drag Race            | 34    | Montreal, Kanada            | 3./4. Platz |
| Victoria Scone       | RuPaul’s Drag Race UK         | 29    | Cardiff, Wales              | 3./4. Platz |
| Vanity Milan         | RuPaul’s Drag Race UK         | 30    | London, England             | 5. Platz    |
| Icesis Couture       | Canada’s Drag Race            | 35    | Ottawa, Kanada              | 6. Platz    |
| Anita Wigl’it        | RuPaul's Drag Race Down Under | 32    | Leigh, Neuseeland           | 7. Platz    |
| Stephanie Prince     | Canada’s Drag Race            | 24    | Calgary, Kanada             | 8. Platz    |
| Kendall Gender       | Canada’s Drag Race            | 31    | Vancouver, Kanada           | 9. Platz    |

#### Staffel 4
| Teilnehmer*in             | Alter | Heimatort                   | Platzierung |
| ------------------------- | ----- | --------------------------- | ----------- |
| Aurora Matrix             | 22    | Toronto, Ontario            |             |
| Denim                     | 24    | Montreal, Quebec            |             |
| Nearah Nuff               | 22    | Calgary, Alberta            |             |
| Venus                     | 27    | Vancouver, British Columbia |             |
| Melinda Verga             | 44    | Edmonton, Alberta           | 5. Platz    |
| Kiki Coe                  | 35    | Ottawa, Ontario             | 6. Platz    |
| Aimee Yonce Shennel       | 31    | Ottawa, Ontario             | 7. Platz    |
| Kitten Kaboodle           | 57    | Toronto, Ontario            | 7. Platz    |
| Luna DuBois               | 24    | Toronto, Ontario            | 9. Platz    |
| The Girlfriend Experience | 31    | Vancouver, British Columbia | 10. Platz   |
| Sisi Superstar            | 31    | Montreal, Quebec            | 11. Platz   |

## Rezeption
Die erste Staffel wurde die am höchsten bewertete Eigenproduktion von Crave in der Geschichte der Plattform und die am dritthöchsten bewertete Serie insgesamt auf der Plattform. Das kanadische Film- und Fernsehmagazin Playback ernannte sie Unscripted Series of the Year.
Bei den Canada Screen Awards erhielt sie sieben Nominierungen. Davon konnten fünf Auszeichnungen eingeholt werden.
- Beste Reality/Competition-Serie – Auszeichnung
- Beste Regie in Reality/Competition – Auszeichnung
- Bestes Drehbuch in Reality/Competition – Auszeichnung
- Bester Ton in Non-Fiction – Nominierung
- Bestes Produktionsdesign in Non-Fiction – Auszeichnung
- Beste Leistung im Casting – Nominierung
- Beste Moderatoren oder Gastgeber in Reality/Competition – Auszeichnung

### Kontroverse
Die Beurteilungen der Jury, insbesondere Jeffrey Bowyer-Chapman, wurden von den Fans als übermäßig harsch und gemein kritisiert und einzeln als Bodyshaming aufgenommen. Brooke Lynn Hytes reagierte mit einer Entschuldigung und Erklärung des Kommentars in einem Video. Nach einer Welle beleidigender Tweets und Online-Attacken gegen ihn musste Bowyer-Chapman seinen Twitteraccount löschen, worauf Crave in einem Statement beklagte, „es ist sehr schade, dass manche der Fans ihre Leidenschaft die Grenze zur Belästigung überschreiten ließen, indem sie hasserfüllte Kommentare über unsere Queens und Jury online posteten.“ Mehrere Kandidatinnen der Staffel sowie Crystal aus der britischen Version veröffentlichten Statements, in denen sie Bowyer-Chapman verteidigten.